# 96 a.C.

## Eventos
- Caio Cássio Longino e Cneu Domício Enobarbo, cônsules romanos.